# Bonneauville
Bonneauville ist ein Borough in Adams County, Pennsylvania, Vereinigte Staaten. Das U.S. Census Bureau hat bei der Volkszählung 2020 eine Einwohnerzahl von 1.758 ermittelt.

## Geographie
Nach einer Erhebung des United States Census Bureau hat Bonneauville eine Gesamtfläche von 1,0 Quadratmeilen (2,6 km²) und hat keine Gewässer innerhalb seiner Grenzen. 

## Bevölkerung
Nach dem Census 2000 betrug die Gesamtbevölkerung im Borough 1378 Menschen in 494 Haushalten, 383 Familien lebten im Borough. Die Bevölkerungsdichte betrug 1387,8 Menschen pro Quadratmeile (537,4/km²). 95,7 % der Bevölkerung waren Weiße. 
In 40,3 % der Haushalte lebten Kinder unter 18 Jahren. 61,7 % der Haushalte bildeten verheiratete Familien, 12,3 % waren alleinerziehende Frauen und 22,3 % waren nichtfamiliäre Haushalte.
Die Altersstruktur in Bonneauville teilte sich wie folgt auf: 29,3 % der Einwohner waren jünger als 18 Jahre, 8,3 % waren zwischen 18 und 24 Jahren alt, 32,7 % waren zwischen 25 und 44 Jahren alt, 20,2 % waren zwischen 45 und 64 Jahren alt und 9,6 % der Bevölkerung waren über 65 Jahre alt. Dies ergab einen Altersdurchschnitt von 33 Jahren. Auf 100 Frauen kamen 94,1 Männer. 
Das durchschnittliche Haushaltseinkommen im Jahr 2000 betrug 40.221 $ und das durchschnittliche Familieneinkommen 42.955 $.